# ليتيشا رايت
ليتيشا رايت (بالإنجليزية: Letitia Wright)‏ هي ممثلة بريطانية، ولدت في 31 أكتوبر 1993 في غيانا.

## أعمال

### أفلام
- (2018) الراكب
- (2018)  الحرب اللانهائية[6][6]
- (2018) النمر الأسود[7][8]
- (2019)  نهاية اللعبة[9][10]

## وصلات خارجية
- ليتيشا رايت على موقع IMDb (الإنجليزية)
- ليتيشا رايت على موقع روتن توميتوز (الإنجليزية)
- ليتيشا رايت على موقع ميوزك برينز (الإنجليزية)
- ليتيشا رايت على موقع بوكس أوفيس موجو (الإنجليزية)
- ليتيشا رايت على موقع قاعدة بيانات الأفلام السويدية (السويدية)
- ليتيشا رايت على موقع قاعدة بيانات الفيلم (الإنجليزية)